# エアポート駅 (ダッカ)
エアポート駅（エアポートえき、英: Airport railway station）またはビーマン・ボンドール駅（ビーマンボンドールえき、英: Biman Bondor railway station）は、バングラデシュ人民共和国の首都ダッカにある駅である。
当駅は、シャージャラル国際空港ターミナルの反対側に位置しており、当駅には空港連絡道路からアクセスすることができる。

## 概要
当駅は、ダッカの列車がコムラプール駅の後、2番目に停車する。
当駅には、ノアカリ、シレット、ラジシャヒ、チッタゴン、クミッラおよび多くの主要な町や都市からの列車が到着する。
当駅の線路軌間は、狭軌（メーターゲージ）および広軌の両方で敷かれている。
したがって当駅では、ラジシャヒからの広軌の列車およびマイトリー・エクスプレス（友情急行）が、楽に停車することができる。
当駅は、2面のプラットホームを有している。
```
   ダッカ・コムラプール : 01711691643 2 / 01711691612 2
   チッタゴン : 01711691626 3 / 01711691550 3
   シレット : 01711691656 4
   ラジシャヒ : 0171162272
   パクシー : 01711691655 4
   Lalmonirhat : 017116916505 / 01711692901
   Parbatipur : 017116929006
```